# Campioni italiani assoluti di atletica leggera - 1000 metri piani maschili
Questa pagina raccoglie un elenco di tutti i campioni italiani dell'atletica leggera nella specialità dei 1000 metri piani, che si disputò solo dal 1907 al 1912. A partire dal 1913 fu sostituita dagli 800 metri piani e dai 1500 metri piani.

## Albo d'oro
| Anno | Atleta (società)                                                        | Prestazione           |
| ---- | ----------------------------------------------------------------------- | --------------------- |
| 1906 | Gara non in programma                                                   | Gara non in programma |
| 1907 | Massimo Cartasegna Sport Club Audace Torino                             | 2'47"0(m)             |
| 1908 | Emilio Lunghi Sport Pedestre Genova                                     | 2'31"0(m)             |
| 1909 | Massimo Cartasegna Sport Club Audace Torino                             | 2'42"1/5(m)           |
| 1910 | Guido Calvi Società Bergamasca di Ginnastica e Sports Atletici Atalanta | 2'44"2/5(m)           |
| 1911 | Emilio Lunghi Sport Pedestre Genova                                     | 2'40"1/5(m)           |
| 1912 | Emilio Lunghi Sport Pedestre Genova                                     | 2'40"1/5(m)           |